# Buxachbrücke

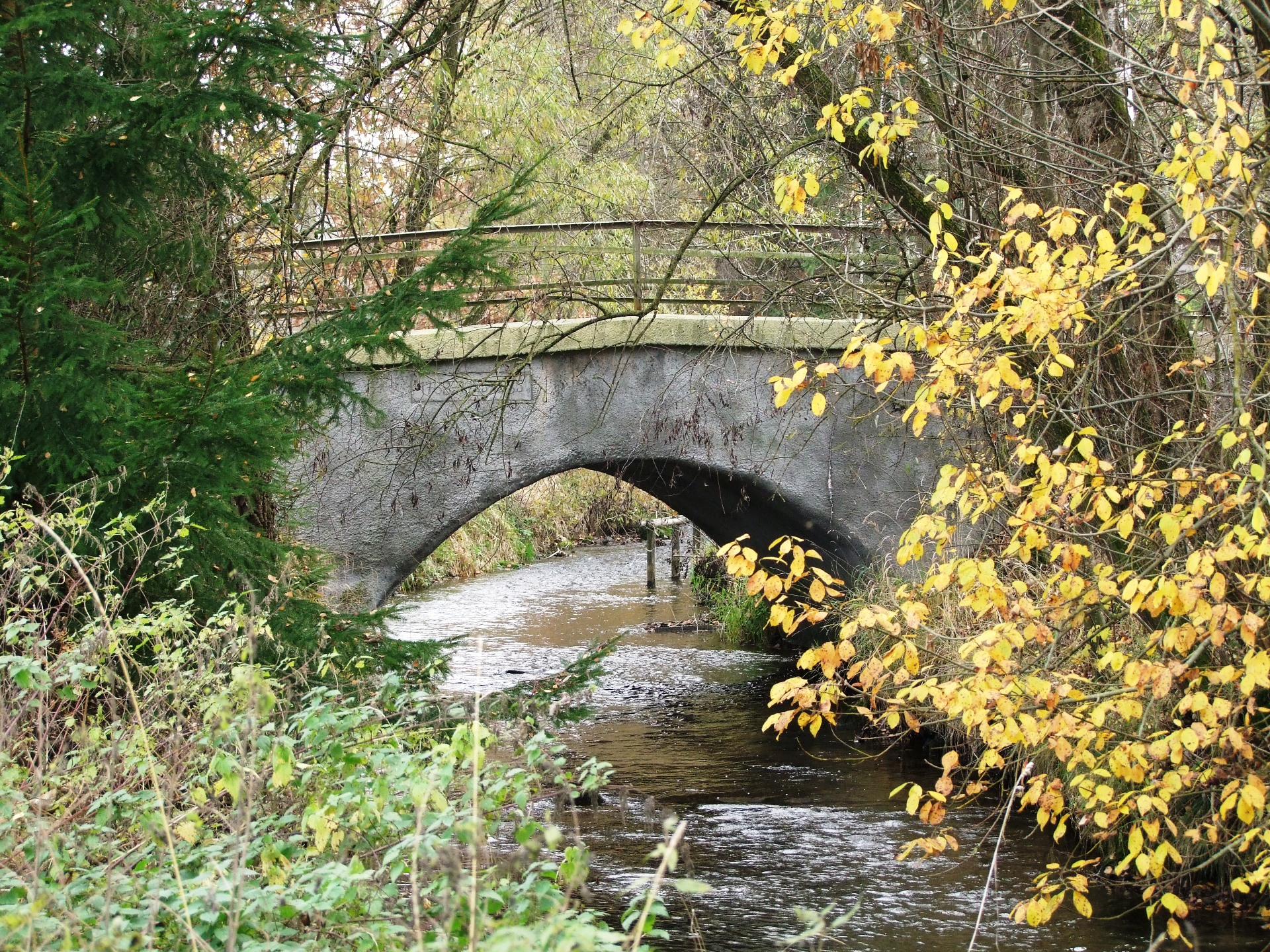
Die Buxachbrücke (2008)

Die Buxachbrücke ist ein Brückenbauwerk im oberschwäbischen Buxach, einem Stadtteil von Memmingen. Die unter Denkmalschutz stehende Brücke wurde 1768 zur Überquerung der Buxach errichtet und besteht aus einem Bogen aus verputzten Ziegelsteinen. Über sie führt die Kirchstraße, die Hauptzufahrtsstraße zum Dorf. Die Brücke liegt etwa 70 Meter östlich der Dreieinigkeitskirche.